# Rosemount (Minnesota)
Rosemount ist eine Stadt (mit dem Status „City“) im Dakota County im US-amerikanischen Bundesstaat Minnesota. Das U.S. Census Bureau hat bei der Volkszählung 2020 eine Einwohnerzahl von 25.650 ermittelt.
Rosemount ist Bestandteil der Metropolregion Minneapolis–Saint Paul.

## Geografie
Rosemount liegt im südlichen Vorortbereich der Städte Minneapolis und Saint Paul am rechten Ufer des Mississippi auf 44°44′28″ nördlicher Breite und 93°07′11″ westlicher Länge. Das Stadtgebiet erstreckt sich über 91,19 km², die sich auf 86,04 km² Land- und 5,15 km² Wasserfläche verteilen.
Im Süden des Stadtgebiets befindet sich mit dem UMore Park ein Gelände des College of Food, Agricultural and Natural Resource Sciences der University of Minnesota.
Benachbarte Orte von Rosemount sind Eagan (an der nordwestlichen Stadtgrenze), Inver Grove Heights (an der nördlichen Stadtgrenze), Hastings (22,6 km östlich), Hampton (23,3 km südöstlich), Farmington (12 km südlich), Lakeville (an der südwestlichen Stadtgrenze) und Apple Valley (an der westlichen Stadtgrenze).
Das Stadtzentrum von Minneapolis liegt 39,1 km nordnordwestlich; das Zentrum von Saint Paul, der Hauptstadt von Minnesota, befindet sich 28,6 km nördlich.

## Verkehr
Durch den Westen von Rosemount verläuft mit dem vierspurig ausgebauten U.S. Highway 52 und der deckungsgleich verlaufenden Minnesota State Route 55 eine der südlichen Ausfallstraßen von Saint Paul. Durch das Stadtzentrum verläuft in Nord-Süd-Richtung die Minnesota State Route 3. Alle weiteren Straßen sind untergeordnete teils unbefestigte Fahrwege sowie innerörtliche Straßen.
Parallel zur MN 3 verläuft eine Eisenbahnlinie der Canadian Pacific Railway. Durch den Osten der Stadt verläuft parallel zum US 52 eine Linie der Union Pacific Railroad. Durch eine Verbindungsstrecke innerhalb des Stadtgebiets von Rosemount sind beide miteinander verbunden.
Der nächstgelegene Flughafen ist der 24 km nördlich gelegene Minneapolis-Saint Paul International Airport.

## Demografische Daten
Nach der Volkszählung im Jahr 2010 lebten in Rosemount 21,74 Menschen in 7587 Haushalten. Die Bevölkerungsdichte betrug 254,2 Einwohner pro Quadratkilometer. In den 7587 Haushalten lebten statistisch je 2,88 Personen.
Ethnisch betrachtet setzte sich die Bevölkerung zusammen aus 87,3 Prozent Weißen, 3,0 Prozent Afroamerikanern, 0,4 Prozent amerikanischen Ureinwohnern, 5,6 Prozent Asiaten sowie 1,1 Prozent aus anderen ethnischen Gruppen; 2,6 Prozent stammten von zwei oder mehr Ethnien ab. Unabhängig von der ethnischen Zugehörigkeit waren 3,1 Prozent der Bevölkerung spanischer oder lateinamerikanischer Abstammung.
30,7 Prozent der Bevölkerung waren unter 18 Jahre alt, 61,6 Prozent waren zwischen 18 und 64 und 7,7 Prozent waren 65 Jahre oder älter. 56,6 Prozent der Bevölkerung war weiblich.

Das mittlere jährliche Einkommen eines Haushalts lag bei 84.395 USD. Das Pro-Kopf-Einkommen betrug 33.432 USD. 4,9 Prozent der Einwohner lebten unterhalb der Armutsgrenze.

## Persönlichkeiten
- Payton Otterdahl (* 1996), Leichtathlet